# 서울국제학교
서울국제학교(Seoul International School)는 경기도 성남시 수정구 복정동에 있는 외국인학교이다. 유치원부터 고등학교까지의 과정이 편성되어 있으며, 대한민국에서 가장 오래된 외국인학교 중 하나이다.

## 연혁
- 1973년 6월 5일 : 개교

## 논란
경기도교육청은 김형식 이사장이 퇴직금을 수령할 수 없는 신분임에도 45억원의 퇴직금을 수령하고 학교의 교비를 이용해 개인의 이름으로 기부하고 교비를 아파트 관리비와 개인의 의료비로 지출했으며 딸을 없던 자리까지 만들어서 채용해 월급을 주면서 이 학교에 입학한 손녀의 수엽료는 면제하는 방법으로 학교 교비를 1200억원가량 횡령했다면서 김 이사장을 성남수정경찰서에 고발했다.